# Kepler-20 d
Kepler-20 d (KOI-70 c, KIC 6850504 с, 2MASS J19104752+4220194 с) — одна из пяти экзопланет у звезды Kepler-20 в созвездии Лиры. Экзопланета принадлежит к классу Горячих Нептунов с предположительной температурой поверхности 369 Кельвинов.
Существование данной экзопланеты было анонсировано 20 декабря 2011 года.

## Родная звезда
Звезда Kepler-20, также известна как GSC 03129-01902, относится к звездам спектрального класса G8. Звезда находится в 945 световых лет от Земли в созвездии Лиры. Вокруг звезды обращаются, как минимум, пять планет, две из которых по размерам сопоставимы с Землей
Звезда по своим характеристикам напоминает наше Солнце. Её масса и радиус равны 91 % и 94 % солнечных соответственно. Температура поверхности составляет около 5466 кельвинов, что сравнимо с температурой нашего дневного светила. Светимость звезды равна 85 % солнечной. Звезда получила наименование Kepler-20, поскольку у неё с помощью космического телескопа Кеплер были обнаружены планетарные компаньоны.

## Статьи
- Thomas N. Gautier III et all. Kepler-20: A Sun-like Star with Three Sub-Neptune Exoplanets and Two Earth-size Candidates (англ.). — 2012. — arXiv:1112.4514v2.
- William J. Borucki. Characteristics of planetary candidates observed by Kepler, II: Analysis of the first four months of data (англ.). — 2011. — arXiv:1102.0541v2.
- Stephen R. Kane, Dawn M. Gelino. Decoupling Phase Variations in Multi-Planet Systems (англ.) // The Astrophysical Journal. — IOP Publishing, 2012. — arXiv:1211.6747v1.
- Jack J. Lissauer. Almost All of Kepler's Multiple Planet Candidates are Planets (англ.). — 2012. — arXiv:1201.5424v1.

## Каталоги
- Kepler-20 d (англ.). exoplanets.org. Архивировано 10 июля 2013 года.
- Kepler-20 d (англ.). Open Exoplanet Catalogue. Архивировано из оригинала 10 июля 2013 года.
- Kepler-20 d (англ.). Ames Research Center. Архивировано 10 июля 2013 года.
- Kepler-20 d (англ.). NASA Exoplanet Archive. Архивировано 10 июля 2013 года.
- Kepler-20 d (англ.). SIMBAD. Архивировано 10 июля 2013 года.